# Goldenes Lämmchen

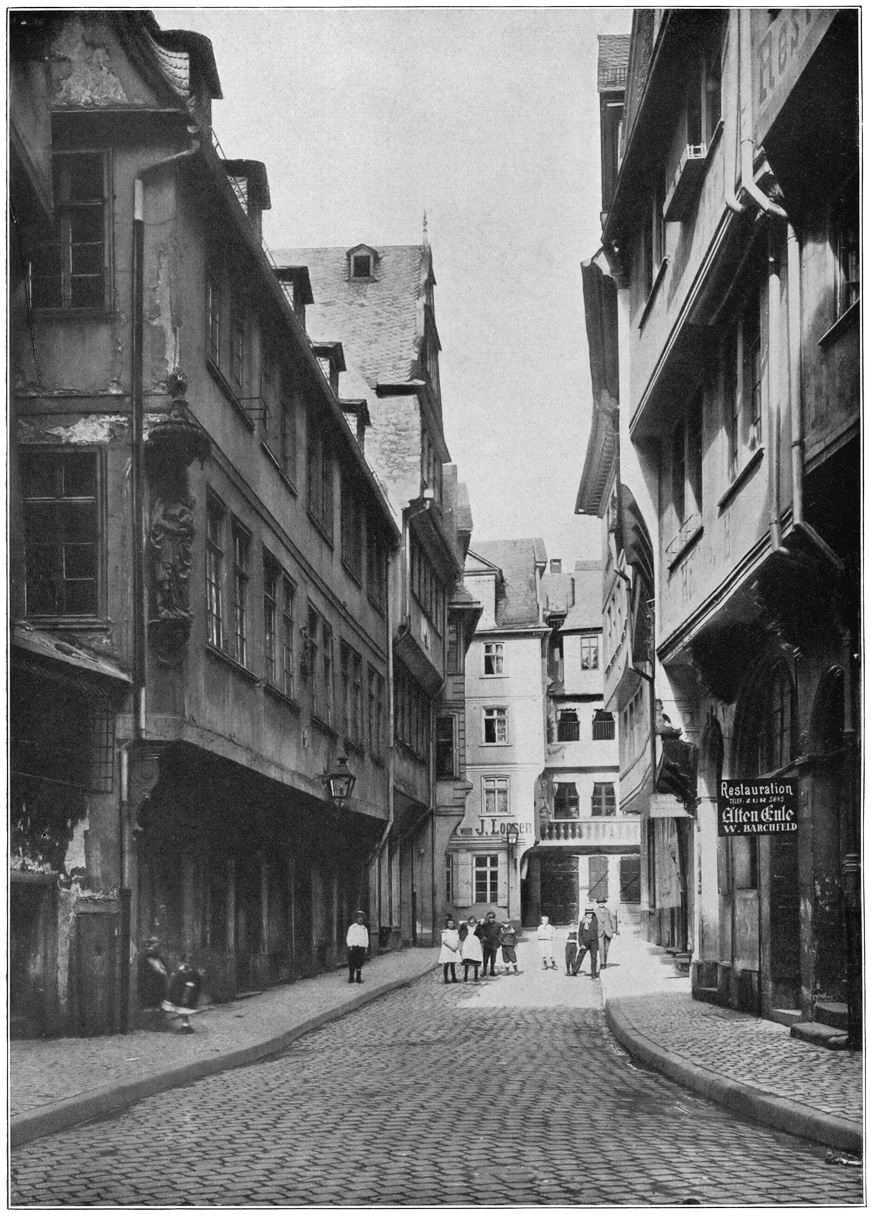
Hauptfassade (links) an der Gasse Hinter dem Lämmchen von Westen, 1910
(Fotografie von Carl Andreas Abt)

Das Goldene Lämmchen war ein im Kern der Altstadt von Frankfurt am Main zwischen Dom und Römer gelegener, bedeutender Messehof in der Gasse Hinter dem Lämmchen. Seine Ursprünge reichen in das Spätmittelalter, die zuletzt erhaltenen Bauten stammten aber überwiegend aus der Barockzeit. Anfang des 20. Jahrhunderts wurde die Anlage beim Bau der Braubachstraße in ihrem Bestand halbiert, der in die Straße einbezogene Rest im Zweiten Weltkrieg vernichtet. Im Rahmen des Dom-Römer-Projektes wurde das Goldene Lämmchen von 2014 bis 2017 äußerlich im Zustand der Vorkriegszeit rekonstruiert.

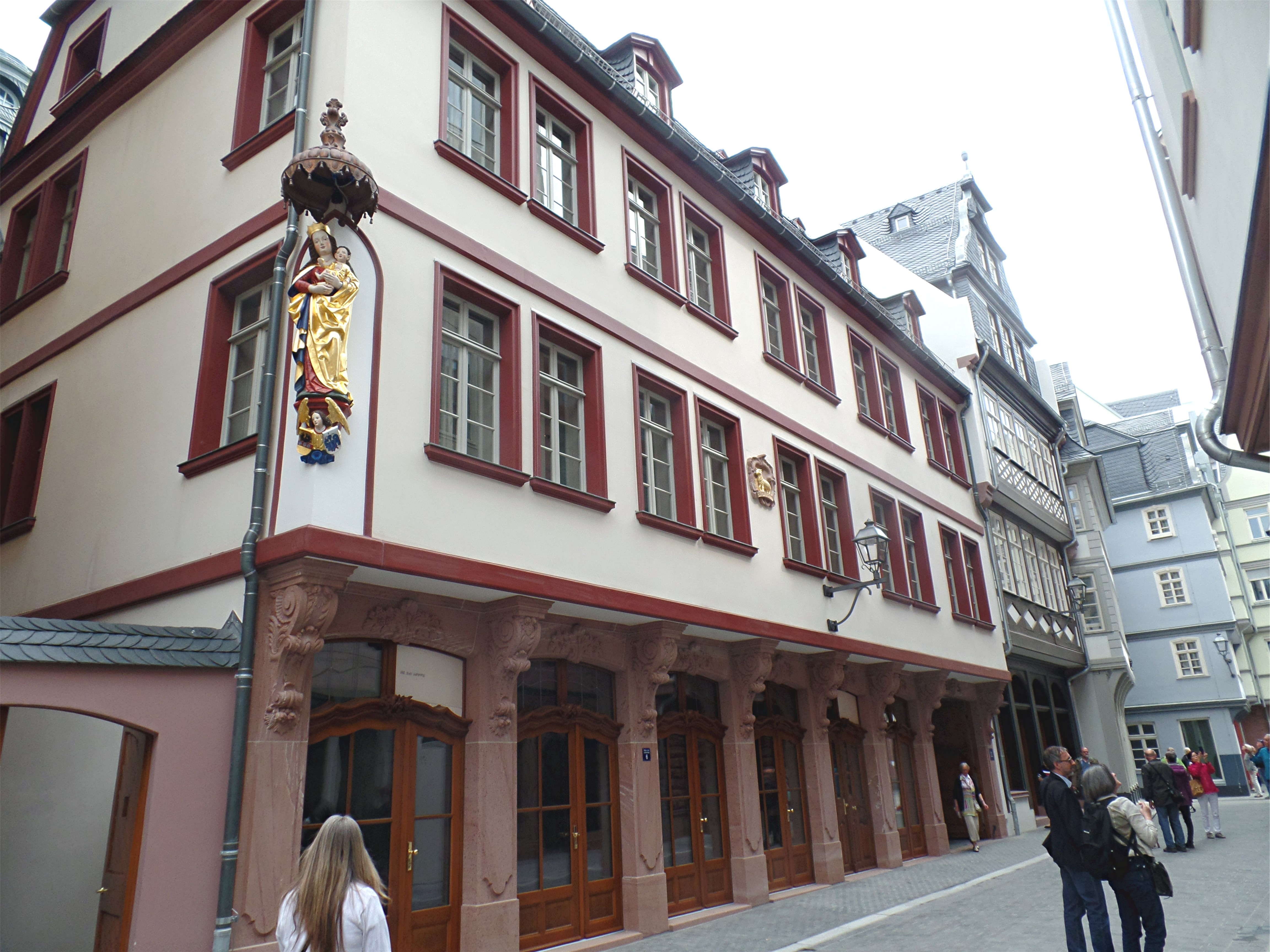
Nachbau des Goldenen Lämmchens im Mai 2018

## Lage

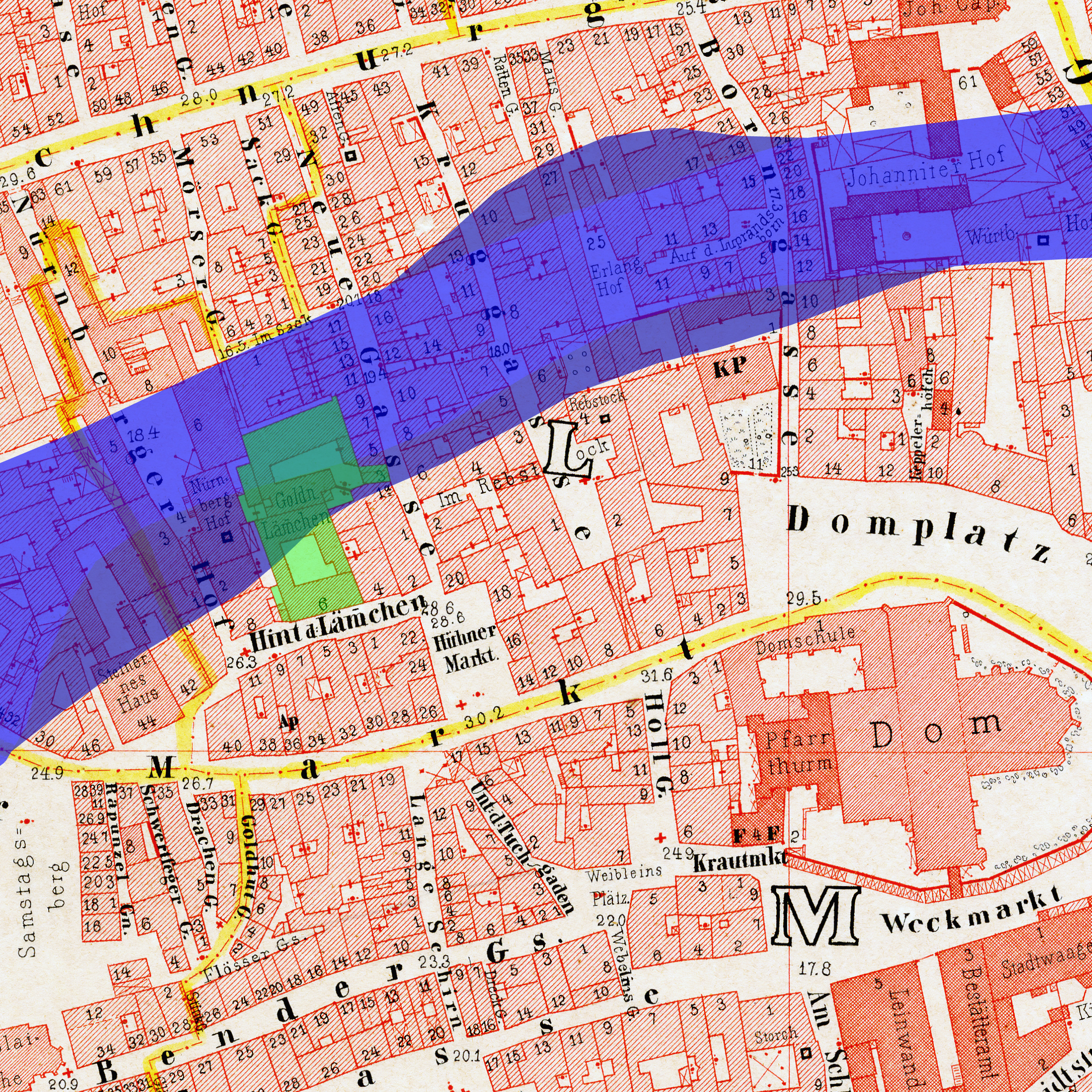
Verlauf der Braubach und parzellengenaue Darstellung der Umgebung des Goldenen Lämmchens
(Chromolithografie von Friedrich August Ravenstein von 1862 mit Überlagerung nach Nahrgang 1949)

Die Anlage bestand aus zwei jeweils fast vollständig von Flügelbauten umschlossenen, quadratischen Höfen. Diese lagen zwischen der Schnurgasse (jetzt Berliner Straße) im Norden, der Neugasse im Osten, der nach dem Hof benannten Gasse Hinter dem Lämmchen im Süden und dem Nürnberger Hof im Westen. Der nördliche Hof war über das Haus Neugasse 3 zugänglich, der südliche, und da bis 1944 erhaltene bekanntere südliche Hof über das Gebäude Hinter dem Lämmchen 6.
Den nördlichen Hof begrenzte, wie an einem horizontal entlang dessen Nordseite verlaufenden Traufgang gut erkennbar, die Braubach, ein im ersten christlichen Jahrtausend verlandeter Nebenarm des Mains. Dieser folgte im Altstadtbereich ungefähr dem Verlauf der heutigen gleichnamigen Straße. Der vorgelagerten ersten Stadtmauer der Stadt, die nach dem gegenwärtigen Stand der Forschung zur Zeit der ottonischen Herrscher um das Jahr 1000 entstand, diente sie als vorgelagerter natürlicher Graben. Die Anlage befand sich also noch innerhalb des ältesten Befestigungsrings der Stadt.
Das 2014 bis 2018 wiedererrichtete Goldene Lämmchen liegt zwischen seinen beiden ebenfalls rekonstruierten Nachbarn Alter Esslinger im Osten (Hinter dem Lämmchen 4) und Klein Nürnberg im Westen (Hinter dem Lämmchen 8).

## Geschichte

### Mittelalter
Ein Haus Zum Lämmchen lässt sich bis in das 14. Jahrhundert zurückverfolgen. Nach Alexander Dietz rührt der Name von dem Gadenmann, also einem aus einer Verkaufsbude tätigen Tuchhändler, namens Johannes Lämmchen her, der aus dem heute nicht mehr vorhandenen Ort Anröchte bei Arnsburg zugewandert war. Er wurde 1332 erstmals urkundlich genannt, wohnte ab 1354 im genannten Haus und findet 1358 letztmals Erwähnung.

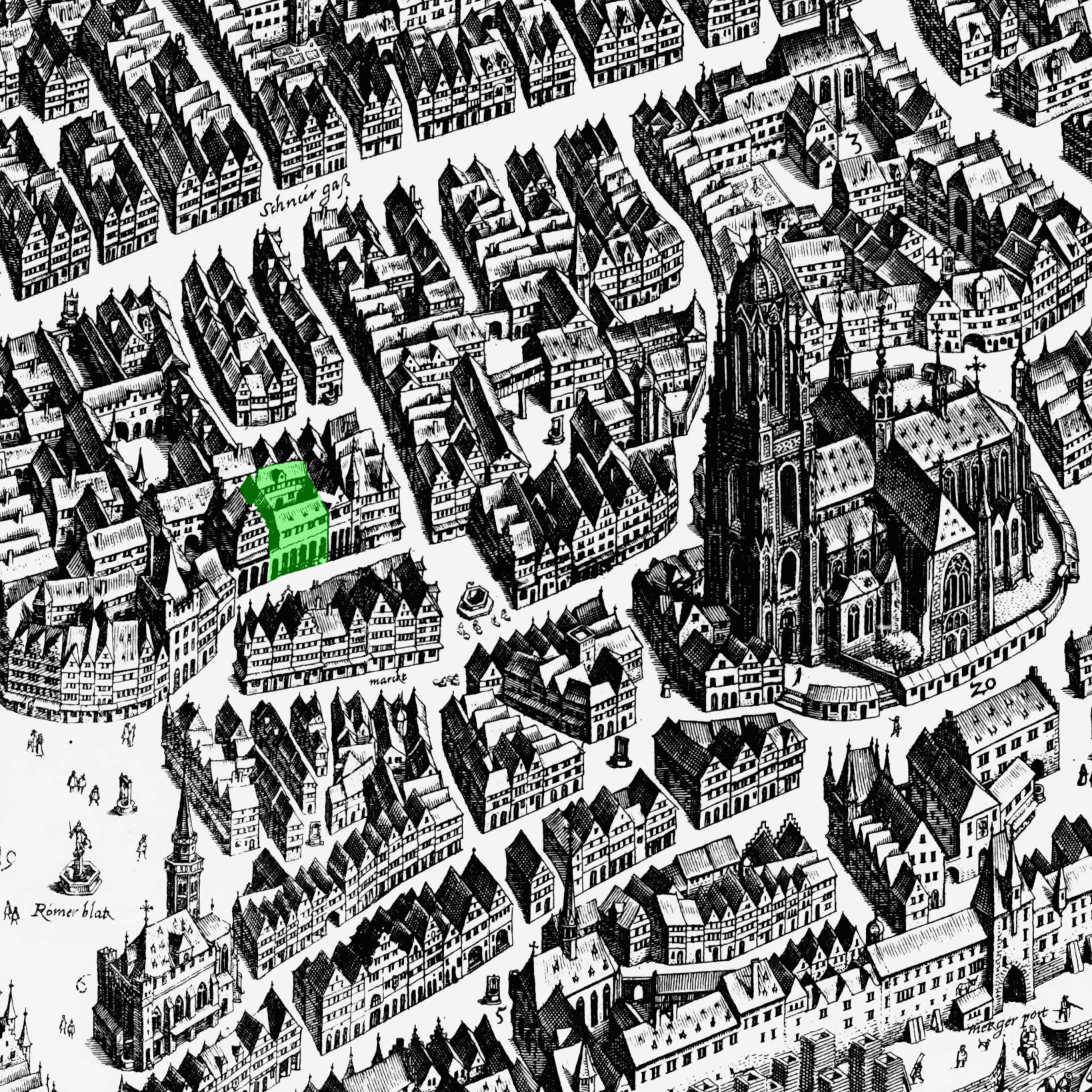
Goldenes Lämmchen als traufständiger Bau an der gleichnamigen Straße mit erkennbarem Innenhof, 1628
(Kupferstich von Matthäus Merian d. Ä.)

Ab 1361 befand sich das Haus Dietz weiter folgend im Besitz des für seine Zeit äußerst vermögenden Wein- und Metallhändlers Hans zu Lüneburg, der 1343 Frankfurter Bürger und wenig später Ratsmitglied geworden war. Nach seinem Tod 1396 ging es an seinen Bruder Henne, der 1410 starb. Danach wurde das Haus auf unbekanntem Wege, Urkunden deuten auf eine Erbteilung, Eigentum der Patrizierfamilie Weiß. Durch die 1431 geschlossene Ehe der Agnes Weiß zum Lämmchen mit Wolf Blum, einem der bedeutendsten Kaufmänner des 15. Jahrhunderts in der Stadt, kam der Hof an seine Familie, die ihn über zwei Generationen bis 1500 besaß. Während die Familie Blum seit 1441 das Haus Falkenstein in der Fahrgasse, Ecke Predigergasse als Hauptsitz der Blum-Gesellschaft unterhalten zu haben scheint, wohnte hier wohl der 1491 in Venedig verstorbene Georg Blum, einer der jüngeren Söhne Wolf.
Die gesamten vorgenannten Urkunden beziehen sich auf das Haus an der Gasse Hinter dem Lämmchen, die im Mittelalter als Esslinger- oder auch Glauburgergasse bekannt war. Die neuzeitliche Bezeichnung scheint sich gemäß entsprechenden urkundlichen Nennungen ab der zweiten Hälfte des 16. Jahrhunderts durchgesetzt zu haben, als der auf sie stoßende Nürnberger Hof nicht länger im Besitz der Familie Glauburg war. Der nördliche Teil des Lämmchens an der Neugasse wird erst 1494 als „Husung zum Lempchin zum alten Esslinger neben dem Eckehuss zum Esslinger und dem Huss in der Nuwengasse neben dem Thore hinden, so man uss dem Hoff im Lempchin inforet“ genannt.
Über den baulichen Umfang und Zustand dieser Zeit ist wenig überliefert. Sicher ist, dass auf der Parzelle im 14. Jahrhundert zwei Häuser standen. Das östliche Gebäude, direkt neben dem Haus Alter Esslinger (Hinter dem Lämmchen 4), war das erstmals 1368 genannte Haus Gisenheimer, daneben befand sich eigentliche Haus Zum Lämmchen. Beide Gebäude werden urkundlich 1438 und 1444 noch einzeln genannt, ab 1444 ist nur noch vom Haus Zum Lämmchen die Rede. Daher muss im Sinne eines terminus post quem 1438–1444, spätestens aber 1444 ein die Häuser zusammenfassender Umbau oder sogar vollständiger Neubau erfolgt sein. Dies fällt befriedigend mit der davon unabhängigen Überlieferung zu den neuen Eigentümern ab 1431 zusammen, so dass in Wolf Blum und Agnes Weiß zum Lämmchen die Bauherren zu sehen sind.
Ob die Bauten des Mittelalters bereits einen oder zwei Innenhöfe und ähnliche Grundrisse aufwiesen wie die bis 1904 respektive 1944 überkommene Anlage, ist unsicher. Die erste recht genaue Darstellung des Stadtgebietes durch Matthäus Merian d. Ä. aus dem Jahr 1628 lässt einen zweigeschossigen traufständigen Bau erkennen, der sich über ein arkadiertes Erdgeschoss zu einem Innenhof hin öffnet. Auf der Nordseite des Innenhofs ist ein großer Torbogen angedeutet, der eventuell in den zweiten, nördlichen Hof der Anlage führte. Ein solcher ist aber wegen perspektivischer Schwächen des Plans nicht klar erkennbar.

### Frühe Neuzeit

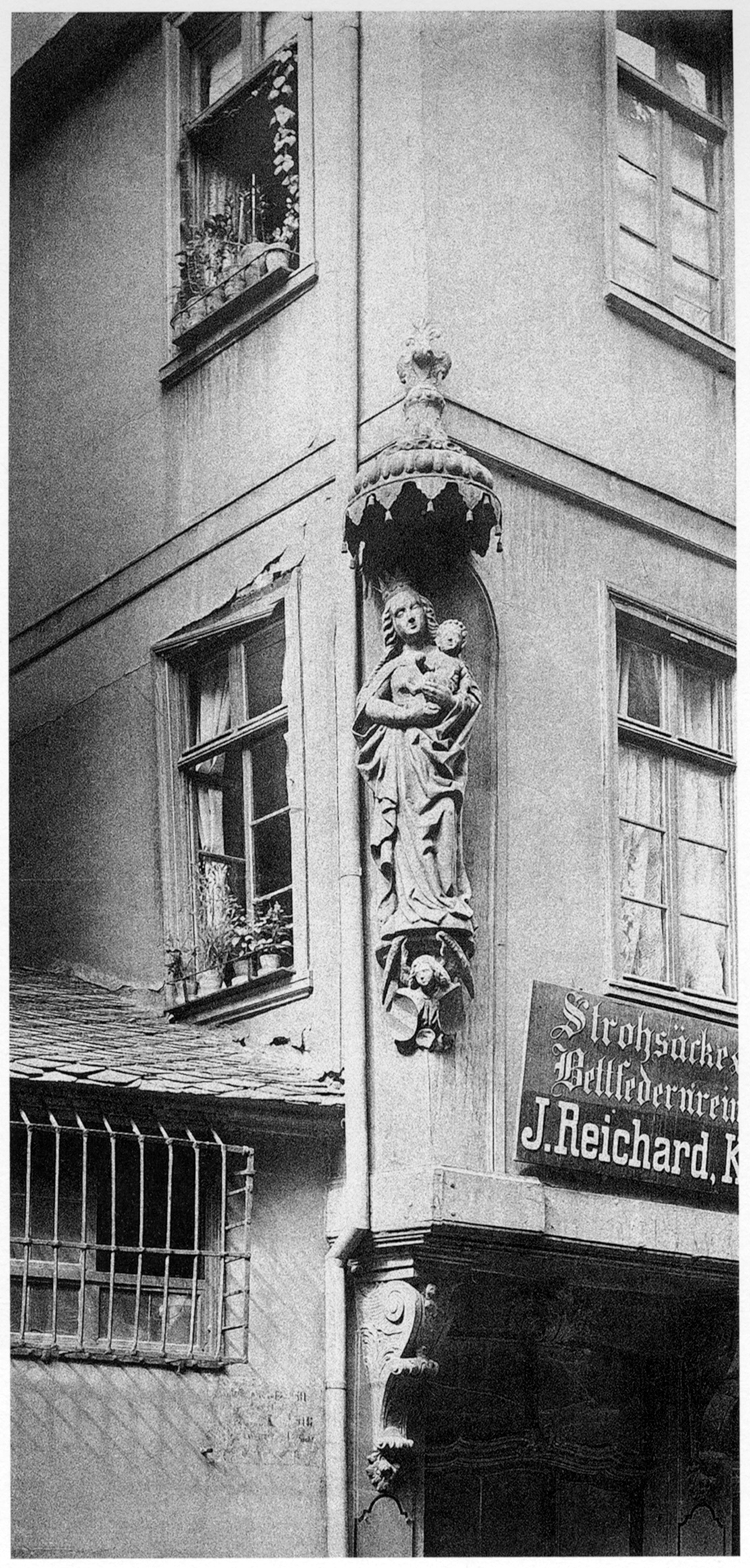
Hausmadonna auf Konsole mit Wappenschilden, um 1896
(Fotografie von Carl Friedrich Fay)

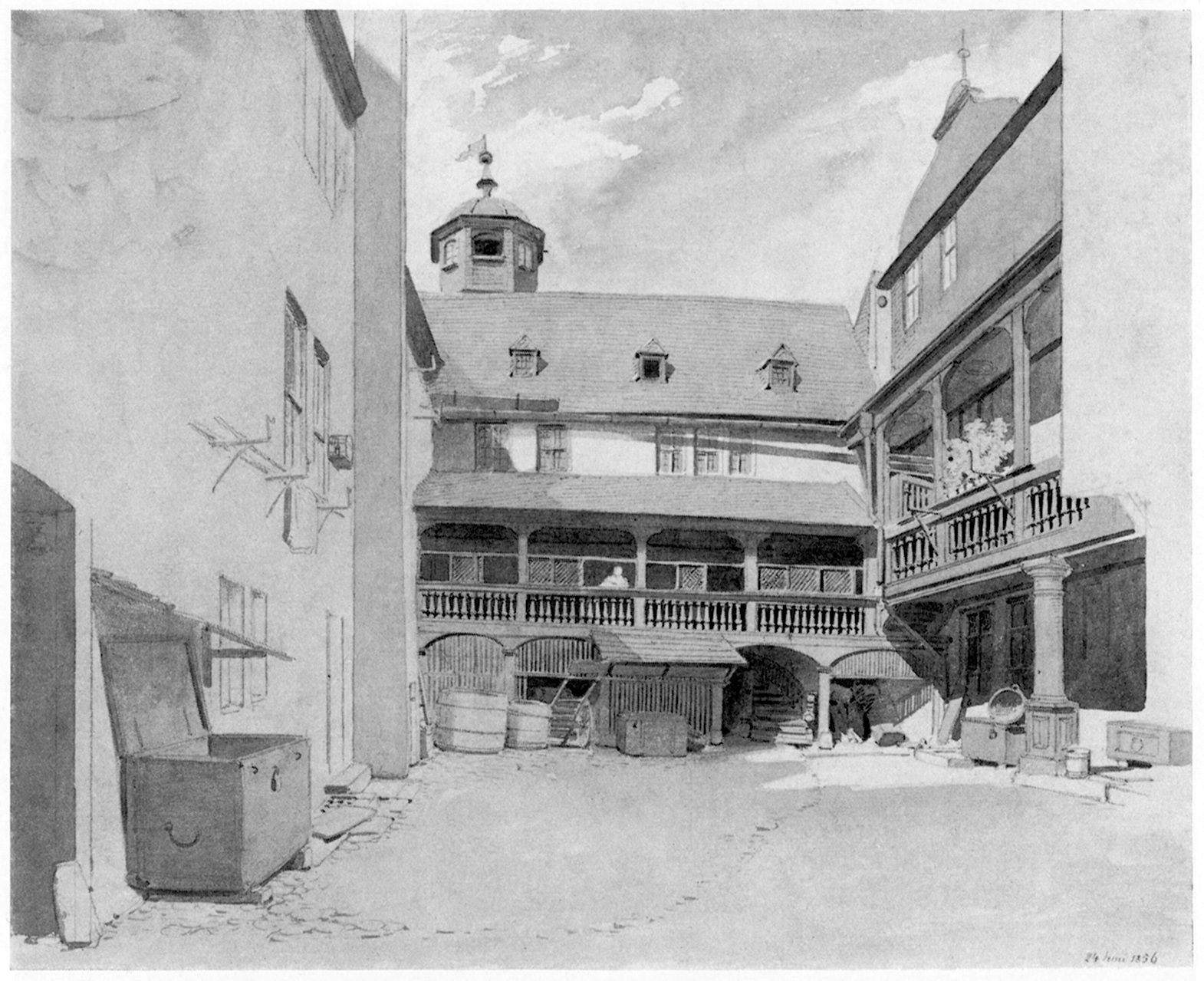
Blick von der Torfahrt in den südlichen Innenhof nach Westen, links die Rückseite des Haupthauses an Hinter dem Lämmchen, 1856
(Aquarell von Carl Theodor Reiffenstein)

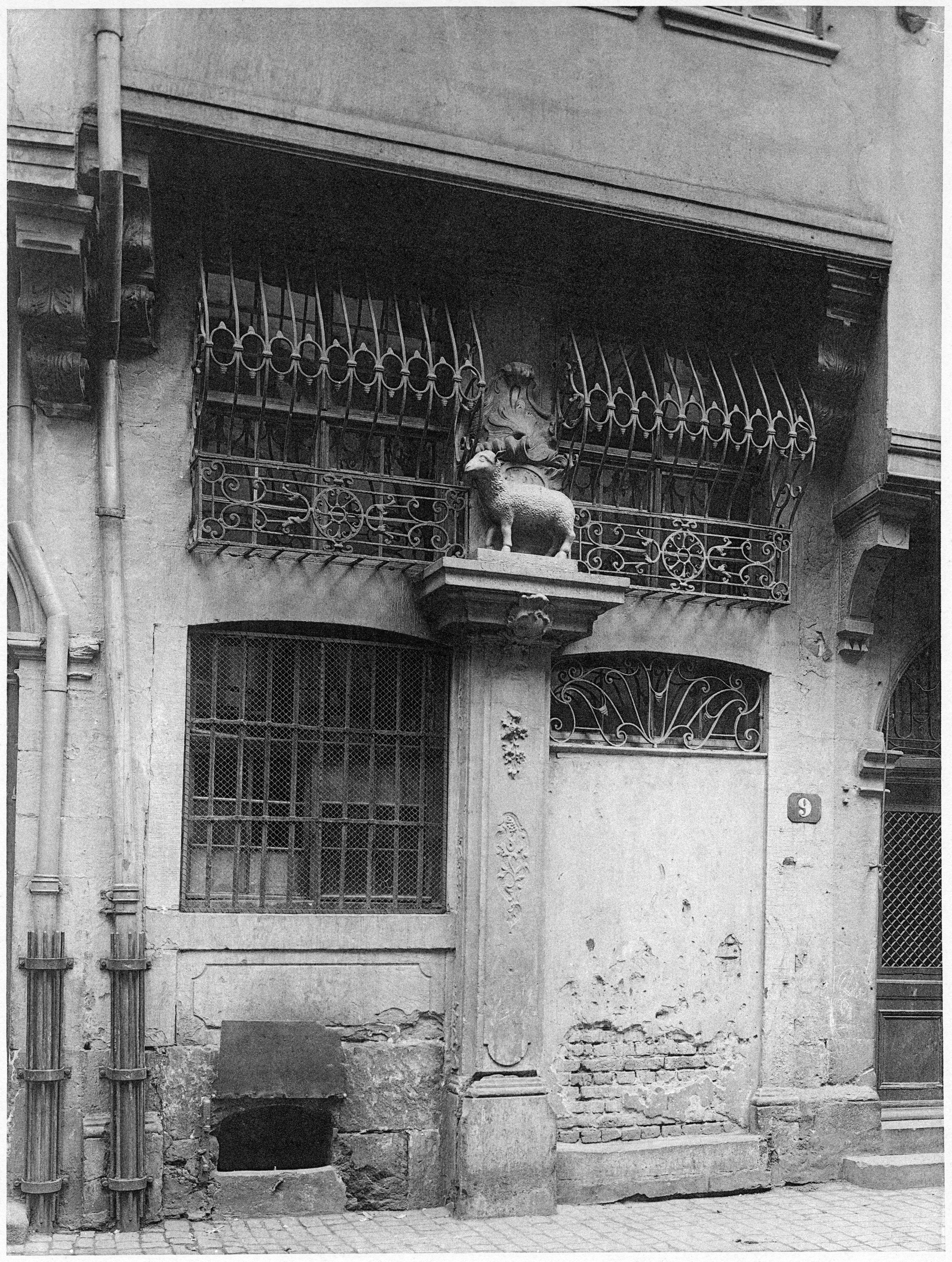
Lämmchenbrunnen von 1755, um 1896
(Fotografie von Carl Friedrich Fay)

An wen Haus und Hof nach dem Ende der Ära Blum zu Beginn der frühen Neuzeit gingen, ist nicht direkt überliefert, es gibt nur Indizien. Sie deuten darauf hin, dass es wohl zumeist mehrere Eigentümer gab, was aufgrund der weit reichenden verwandtschaftlichen Beziehungen der Familie, auf die Alexander Dietz explizit hinweist, kaum verwunderlich ist. 1537 brachte laut einem Ehevertrag Lucrecia Stalburg, eine Tochter des reichen Patriziers, Schöffen und Ratsherren Claus Stalburg und seiner Frau Margarethe vom Rhein, bei ihrer Heirat mit Hieronymus Glauburg, der aus einer der bedeutendsten Adelsfamilien der Stadt stammte, das Haus oder Anteile daran mit in die Ehe.
Eine spätgotische Madonna, die auf einer Konsole mit zwei Wappenschilden stand, war bis 1911 an der Südwestecke des ersten Obergeschosses zur Straße angebracht und wurde dann durch eine Kopie ersetzt. Skulptur und Konsole sind im Depot des Historischen Museums Frankfurt erhalten und werden auf die Zeit um 1460 geschätzt, was sie in auffällige zeitliche Nähe zu dem vorgenannten zusammenfassenden Um- oder Neubau des Hauses rückt.
In gewissem Widerspruch dazu steht, dass Carl Theodor Reiffenstein eines der Wappen im 19. Jahrhundert noch als das der Familie vom Rhein erkannte, das andere beschrieb er als „zwei Messer schwarz auf goldenem Grund“. Dabei handelt es sich weder um das naheliegende Wappen der Familien Blum oder Weiß noch um das der Familien Stalburg oder Glauburg.
Reiffenstein wies auf die Möglichkeit hin, dass das Wappen im Zuge von späteren Restaurierungen unter Umständen gegenüber seinem ursprünglichen Aussehen verfälscht oder übermalt worden sei. Die Hochzeit von Claus Stalburg und seiner Frau als einer vom Rhein im Jahr 1499 würde zumindest zeitlich mit dem Ende des Blum’schen Ära ein Jahr später zusammenpassen. Nach Fried Lübbecke war das Wappen „einst bemalt mit dem der Patrizierfamilie Glauburg, der das Haus gehörte“, scheint es aber mit den benachbarten Nürnberger Hof zu verwechseln, der in seinem südlichen Teil einst Besitz der vorgenannten Familie und nach dieser benannt war. Unabhängig davon, um welche Familie es sich tatsächlich handelte, kann zusammenfassend gesagt werden, dass die Anlage weiter im Besitz der gesellschaftlich und wirtschaftlich hochstehendsten Frankfurter Geschlechter blieb. Bei der Rekonstruktion des Gebäudes wurden hier die Wappen der Familien Weiß von Limburg (der Agnes Weiß wohl nicht angehört hat) und – heraldisch links – Blum angebracht.
Für die weitere Geschichte fehlt mangels edierter Quellen oder Monographien eine sichere und vor allem zusammenhängende Überlieferung zu den Eigentümern. 1567 wird der Hof im Testament von Craft Stalburg, einem Sohn von Claus Stalburg, genannt. Abermals aus dem Ehevertrag einer Hochzeit in höchsten Kreisen, nämlich zwischen Hans Hainrich Brom, dem Sohn der Patrizier Jeremias und Ursula Brom, und Anna, Tochter von Martin Reichhart, ältestem Reichskammergerichtsadvokaten, und Euphrosina Reichhart geb. Silberborner von Worms, geht hervor, dass letztere das Haus oder Anteile daran 1587 mit in die Ehe brachte. Andererseits wird das Gebäude 1594 als Eigentum einer Ganerbschaft erwähnt, ohne dass deren Mitglieder benannt würden.
Um 1693 entstanden gemäß einer Inschrift mit Jahreszahl oberhalb eines Torbogens im massiven Erdgeschosses des Nordflügels und ihrer gleichartigen Ausführung nach die Flügelbauten des südlichen Hofs im Barockstil neu. Das spätgotische Vorderhaus wurde damals aufgrund seines hohen Alters wohl nicht mehr als repräsentativ angesehen, weswegen diese Rolle nun dem neuen Nordflügel zufiel. Mit seinen hohen zwei Vollgeschossen (statt der drei des Westflügels), einem aufwändigen Schweifgiebel zum Hof und Stuckdecken im Obergeschoss war er auch klar als solcher herausgestellt.
Erst gegen 1755 wurde dann auch das Vorderhaus an Hinter dem Lämmchen 9 im Geschmack des Rokoko neu errichtet. Für diese Datierung spricht neben der Stilkritik vor allem ein einst auf der Gasse befindlicher Brunnen, den ein vergoldetes, in einer Rokokokartusche stehendes Lämmchen bekrönte. Später versetzte man die Brunnensäule als Verkehrshindernis an die Rückseite des Hauses Markt 36 / Hinter dem Lämmchen 9, wo er bis zur völligen Zerstörung Zweiten Weltkrieg überdauerte. Der Brunnen war inschriftlich auf 1755 datiert, so dass er aufgrund seiner Bezugnahme auf den Hausnamen und den mit denen des neuen Vorderhauses nahezu identischen Steinmetzarbeiten in direkter zeitlicher Abhängigkeit dazu entstanden sein muss.
Ein weiterer, ähnlich gestalteter Brunnen wurde im nördlichen Innenhof errichtet, was seine damalige Zugehörigkeit zur Anlage unterstreicht. Zwischen zwei Fenstern des neuen Vorderhauses wurde zusätzlich zu der vom Vorgängerbau übernommenen gotischen Madonna ein Hauszeichen angebracht – ein in einer Rocaille vor einer Bockwindmühle befindliches Lamm, darunter die Inschrift Zum Gulden Lämgen. Die Ikonografie dieser Darstellung, insbesondere der Mühle, wurde bisher nicht sicher aufgelöst. War von dem Haus in Urkunden bis dato ohne die Attributierung Gulden die Rede, setzte sich nun die Bezeichnung als Goldenes Lämmchen aufgrund des Hauszeichens allmählich durch.
Zu den Bauherren ist nichts direkt bekannt. 1691 verkauften der Handelsmann Kaspar Clausius und seine Frau Anna Maria eine laut der Urkunde bis dato zum Lämmchen gehörige, aber nun von diesem abgetrennte Behausung, die in die Neugasse ausging. Damit war der nördliche Hofteil gemeint. Im Umkehrschluss dürfte der Rest des Hofs weiter Kaspar Clausius und seiner Frau gehört haben, was sie in die Nähe des Erbauungsdatums von 1693 rückt. Für die Baumaßnahme von 1755 ist nichts in ähnlicher zeitlicher Nähe tradiert, laut einem Nachbarschaftsvertrag war 1786 der Senator Johann Christian Mühl Eigentümer des Hauses.
Eine Planaufnahme von 1910 überliefert den Grundriss der Anlage von 1755 als den Prototyp eines Frankfurter Messehofs. Das Vorderhaus Hinter dem Lämmchen 6 war ein dreigeschossiger, auf einem massiven Erdgeschoss aufsetzender Fachwerkbau mit zweigeschossigem Mansarddach. Das Erdgeschoss durchbrachen neben der in der östlichsten Achse gelegenen Torfahrt sechs gleichartig gestalteten Portale mit jeweils dreiteiligem Türblatt, Oberlichtgittern und Agraffen im reichen Stil der Zeit. Aus den dazwischen liegenden Pfeilern mit plastischen Zirkelspiegeln entwuchsen nicht minder aufwändig gestaltete Kragsteine, die den Vorsprung des Obergeschosses vermittelten. Diese wiesen jeweils zehn paarweise gekuppelte Fenster auf, die Dachgeschosse im ersten Stock fünf, im zweiten vier ungefähr der durch die Fenster vorgegebenen Vertikalgliederung folgende Gauben.
Die ebenfalls massiven, in Teilen auch eingewölbten Erdgeschosse der Flügelbauten des südlichen Hofs dienten der Lagerung der Waren. Die Obergeschosse waren in eine auffällige Vielzahl von kleinen, fast gleich großen Wohnungen unterteilt, in denen die zur Messe angereisten Kaufleute aus ganz Europa unterkamen. Die offenen Galerien zum Hof waren mit verschiebbaren Läden versehen, was den Messegästen die Wahl zwischen der Privatheit ihrer Unterkunft und der Teilhabe am Markt- und Messgeschehen im Hof ließ. Eine solche Form der Einrichtung und Vermietung generierte den Eigentümern der Immobilien, zumeist der Frankfurter Oberschicht, in den vier Messwochen im Jahr ein Vielfaches dessen an Einkünften, was ein Handwerksmeister im ganzen Jahr verdiente.

Grundrisse, 1910
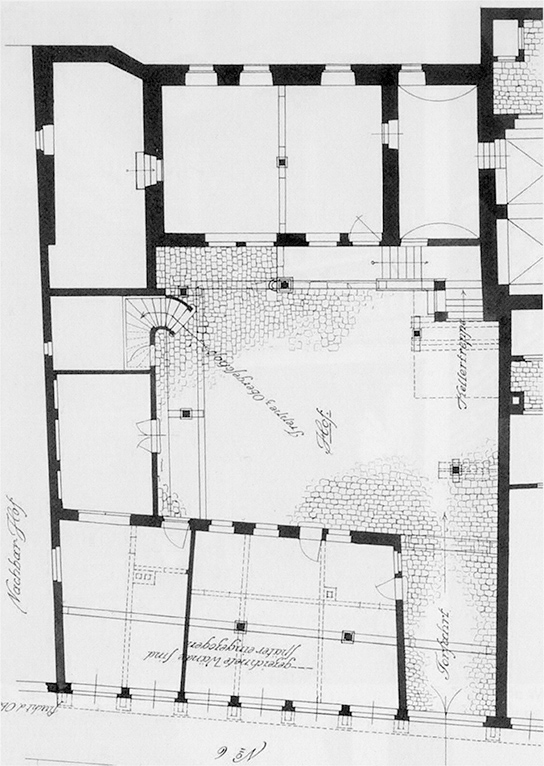
Erdgeschoss
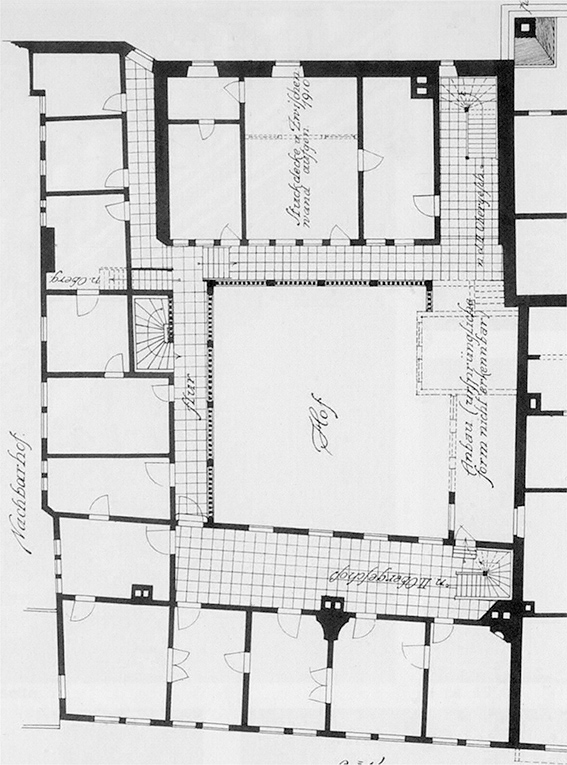
Erstes Obergeschoss

### Neuzeit

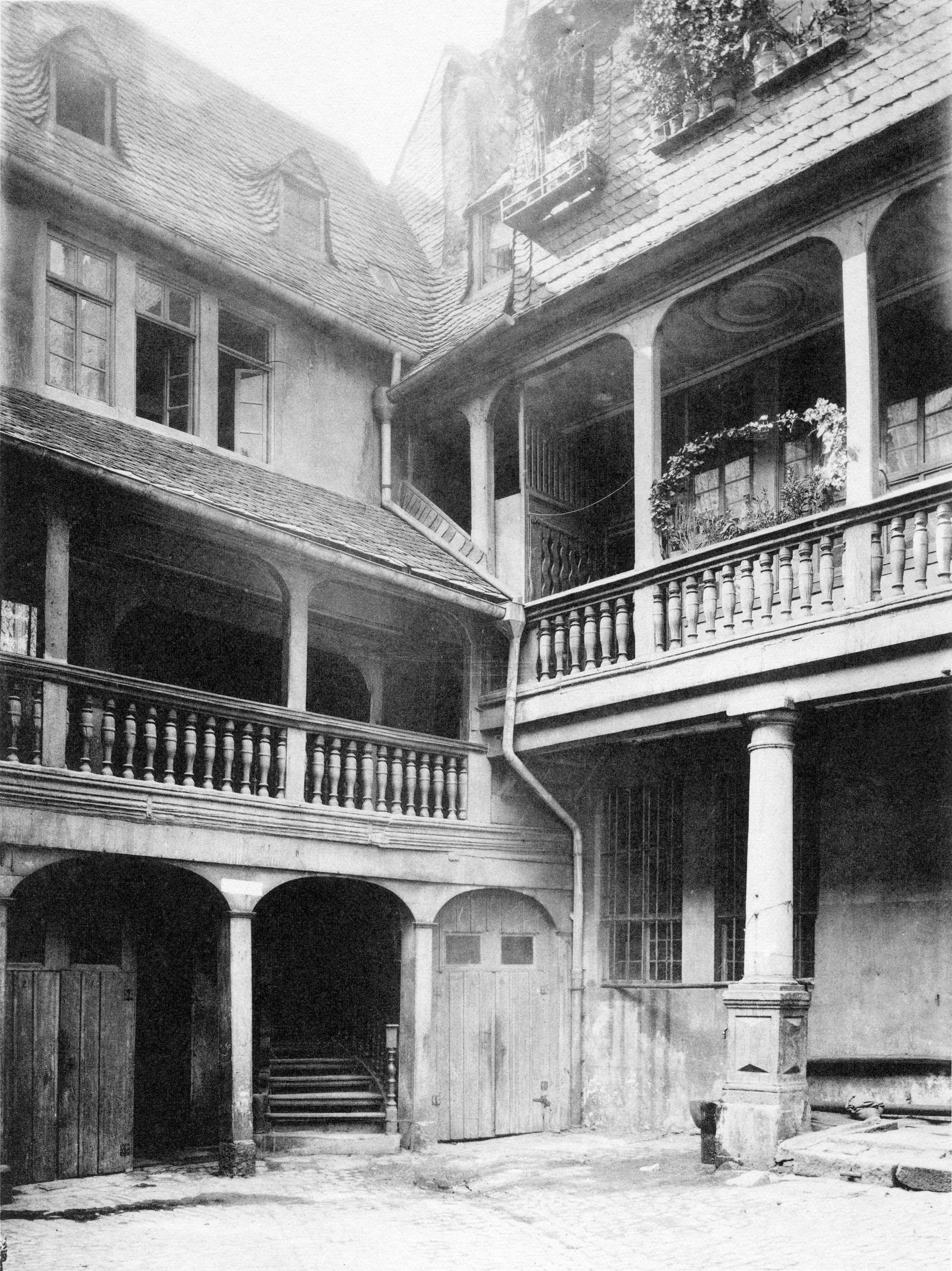
Nordwestecke des Hofs mit aufeinandertreffendem Nord- und Westflügel, um 1896
(Fotografie von Carl Friedrich Fay)

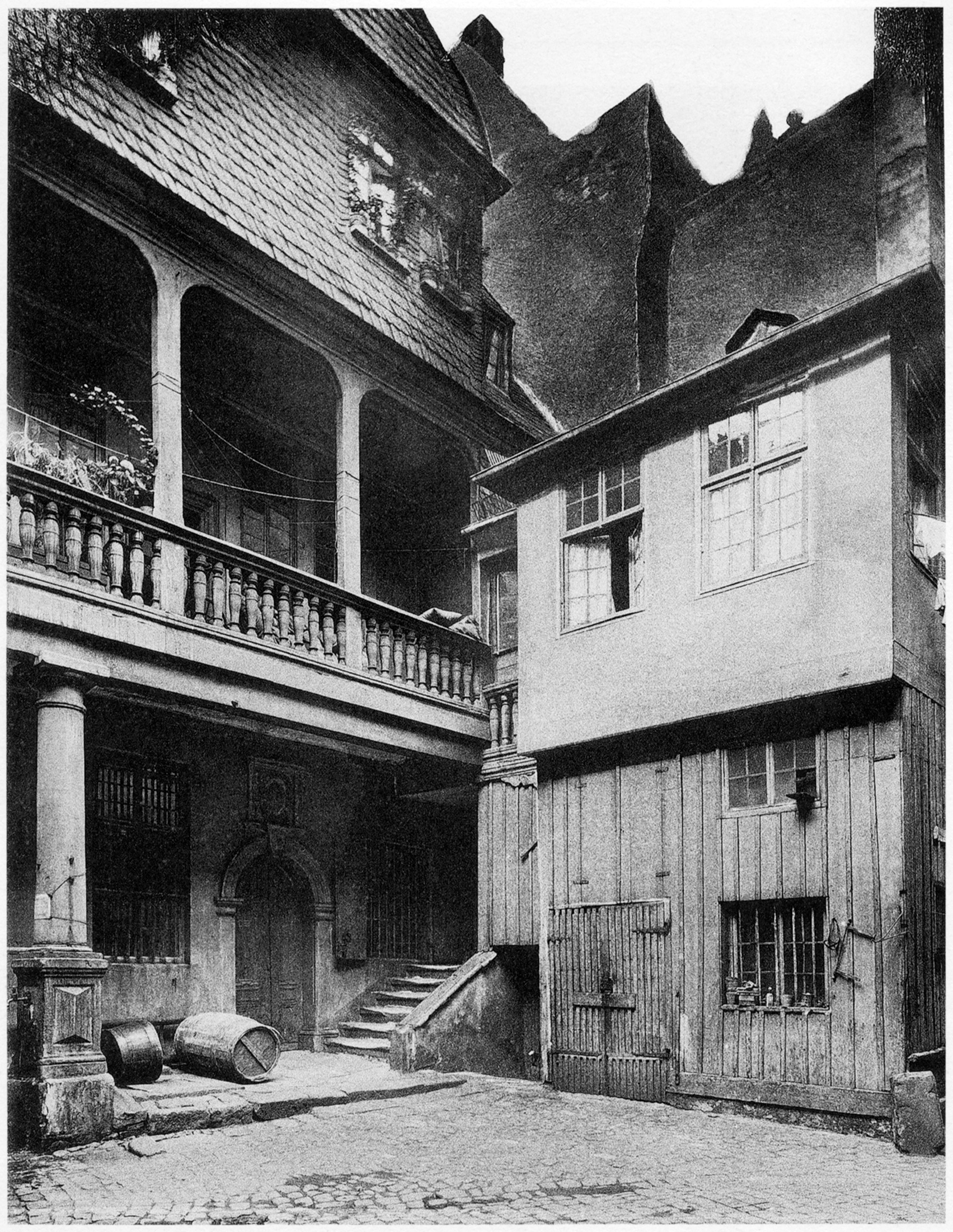
Nordostecke des Hofs mit dem späteren Einbau des 19. Jahrhunderts, um 1896
(Fotografie von Carl Friedrich Fay)

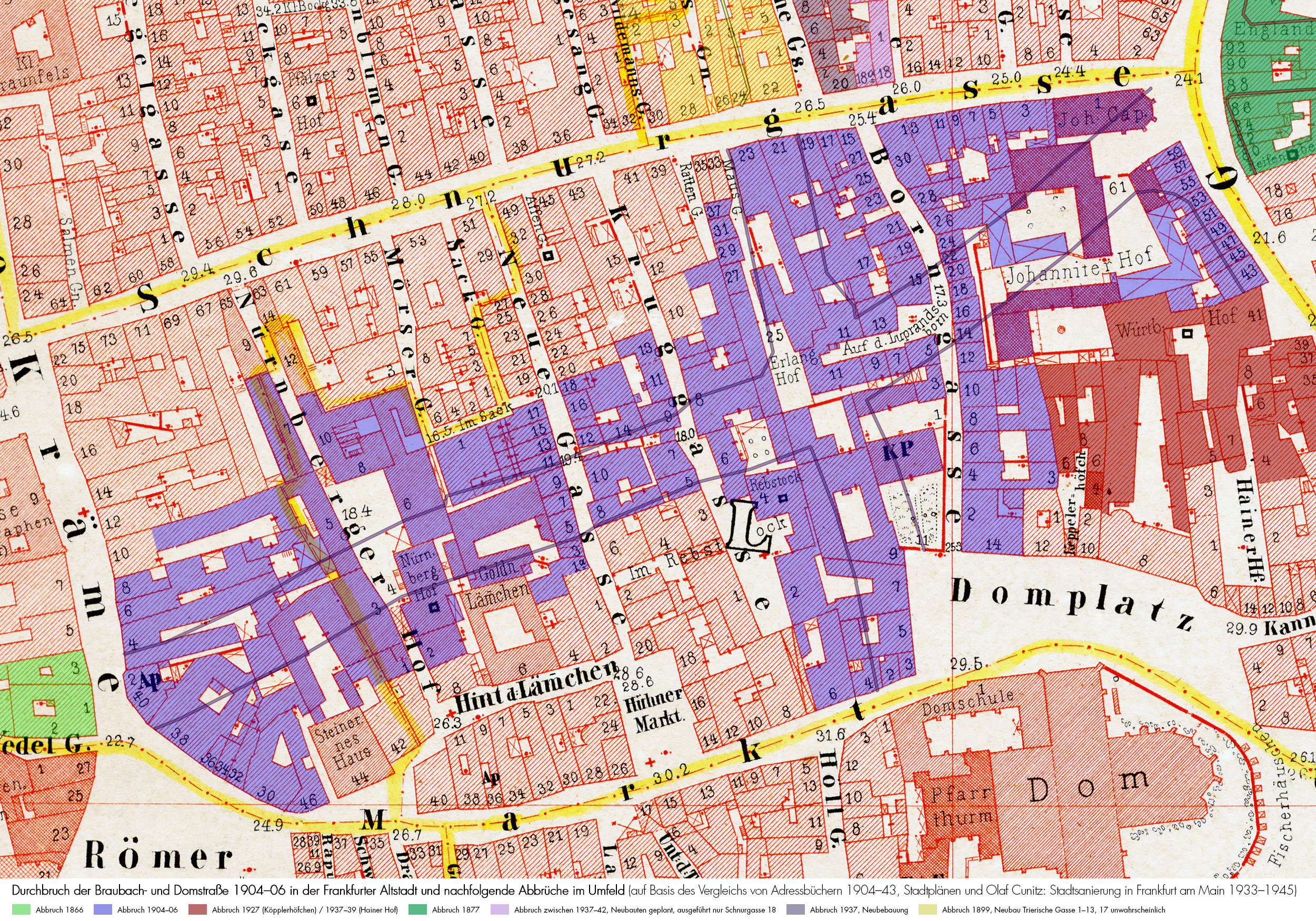
Schematische Darstellung des Straßendurchbruchs auf dem Altstadtbestand von 1862 mit Nachträgen bis 1944
(Chromolithografie von Friedrich August Ravenstein)

Mit dem Ende des Alten Reichs 1806 fiel Frankfurt am Main nicht länger die Rolle als Wahl- und Krönungsstätte der Römisch-Deutschen Kaiser zu. Das Messegeschäft hatte bereits seit dem 18. Jahrhundert vor allem durch die Konkurrenz aus Leipzig an Bedeutung verloren, und auch das soziale und wirtschaftliche Leben verlagerte sich zunehmend aus der Alt- in die heutige Innenstadt. Schließlich bedeutete die industrielle Revolution und die Aufhebung des Zunftzwangs auch das Ende für das traditionell in der Altstadt ansässige Handwerk, während die Stadt gleichzeitig ein enormes Bevölkerungswachstum verzeichnete.
Da der Wohnungsbau mit dieser Entwicklung nicht Schritt halten konnte, sanken die Adels- und Patrizierbehausungen sowie die alten Messehöfe zu Arbeiterquartieren herab, deren Eigentümer, die häufig nicht einmal mehr in der Stadt wohnten, zugleich immer weniger in den baulichen Unterhalt investierten. Adressbücher des 19. und frühen 20. Jahrhunderts zeigen das Goldene Lämmchen entsprechend – mit einem Eigentümer aus Kassel – als Wohnort von Menschen geringer Qualifikation. Ein verschlagartiger und wenig passender Baukörper im Osten des Hofs bzw. vor dem Kellerabgang des Nordflügels, der auf Fotos der vorletzten Jahrhundertwende zu sehen ist, dürfte dieser Zeit des Niedergangs entstammen.
Nach dem Vorbild von Georges-Eugène Haussmann, des Stadtplaners von Paris, wurden ab Mitte des 19. Jahrhunderts zunehmend neue Straßen in den historischen Stadtkern Frankfurts geschlagen. Neben verkehrstechnischen Erwägungen handelte man dabei auch in dem Glauben, die vorgenannten Zustände in den Altbauquartieren damit verbessern zu können. Stattdessen verschlimmerten die Straßendurchbrüche insbesondere in der Zeit vor dem Ersten Weltkrieg mangels bezahlbarer Alternativen nur die Wohnungsnot.
Hatten die vorgenannten Maßnahmen den ältesten Teil der Altstadt bis dato weitgehend verschont, so stellte der 1904–1906 vollzogene Durchbruch der Braubach- und Domstraße einen umso schwereren Eingriff in ihre Struktur dar, dem rund 150, vielfach bis in das Mittelalter zurückreichende Häuser weichen mussten. Denkmalpflegerische Erwägungen spielten zu dieser Zeit jedoch noch kaum eine Rolle. Auch das Goldene Lämmchen war betroffen: der nördliche Hofteil lag mitten in der Achse der neuen Braubachstraße, den südlichen Hofteil schnitt sie zumindest im Norden.
Entgegen anderen bedeutenden Messehöfen, die in ihrer Struktur weitgehend zerstört wurden, wie vor allem der Nürnberger Hof und der Hof Rebstock am Markt, wurde beim Goldenen Lämmchen ein integrativer Ansatz gewählt. Der historische Nordflügel wurde sorgfältig abgetragen, der wohl aus damaliger Sicht als weniger bedeutend eingestufte nördliche Hofteil, der noch nicht einmal fotografisch überliefert ist, ebenso wie der Einbau in der Nordostecke des Hofs, der eventuell Reste eines einstigen Ostflügels beinhaltete, ersatzlos abgerissen. Anschließend entstand 1909–1911 nach einem Entwurf des Architekten Hermann Senf in etwa an der Stelle des Nordflügels der Neubau des Hauses Braubachstraße 27.
Während dessen Fassade zur Braubachstraße in historisierenden, aber dennoch damals modernen Formen des Reformstils gestaltet war, stellte die Rückseite eine weitgehende Kopie der historischen Hoffassade des Nordflügels dar. Zusätzlich erhielt sie im Erdgeschoss einen Durchgang, um vom Innenhof in die neue Braubachstraße gelangen zu können. Der Ostflügel wurde nicht wiedererrichtet, um den Hof stattdessen nach Osten zu erweitern und den Blick auf die durch die Abrisse freigelegte Rückseite des Nachbarhauses Hinter dem Lämmchen 4 freizugeben. Zeitgleich wurde das damals völlig baufällige Vorderhaus Hinter dem Lämmchen 6 restauriert, wobei es auch einen altanartigen Vorbau hinter der Torfahrt sowie einen rückwärtigen Treppenturm erhielt, wohl um es hinsichtlich der Erschließung vom neuen Nordflügel unabhängig zu machen.
Im März 1944 zerstörten alliierte Luftangriffe praktisch die gesamte Frankfurter Altstadt. Die historischen Teile der Hofanlage verbrannten restlos, selbst die massiven Erdgeschosse zersprangen größtenteils in der Hitze. Die Jahrhundertwendebauten an der Braubachstraße überstanden den durch Brandbomben entfachten Feuersturm dagegen weitgehend unbeschadet. Nach dem Krieg wurden sie daher, wenn auch vereinfacht, fast sämtlich wieder aufgebaut, darunter auch das Haus Braubachstraße 27. Als 1969 die Stadtverordnetenversammlung den Bau des Technischen Rathauses auf dem Areal beschloss, musste im Rahmen der Fundamentierungsarbeiten mit ihm auch der letzte Rest des Goldenen Lämmchens weichen.

## Wiederaufbau

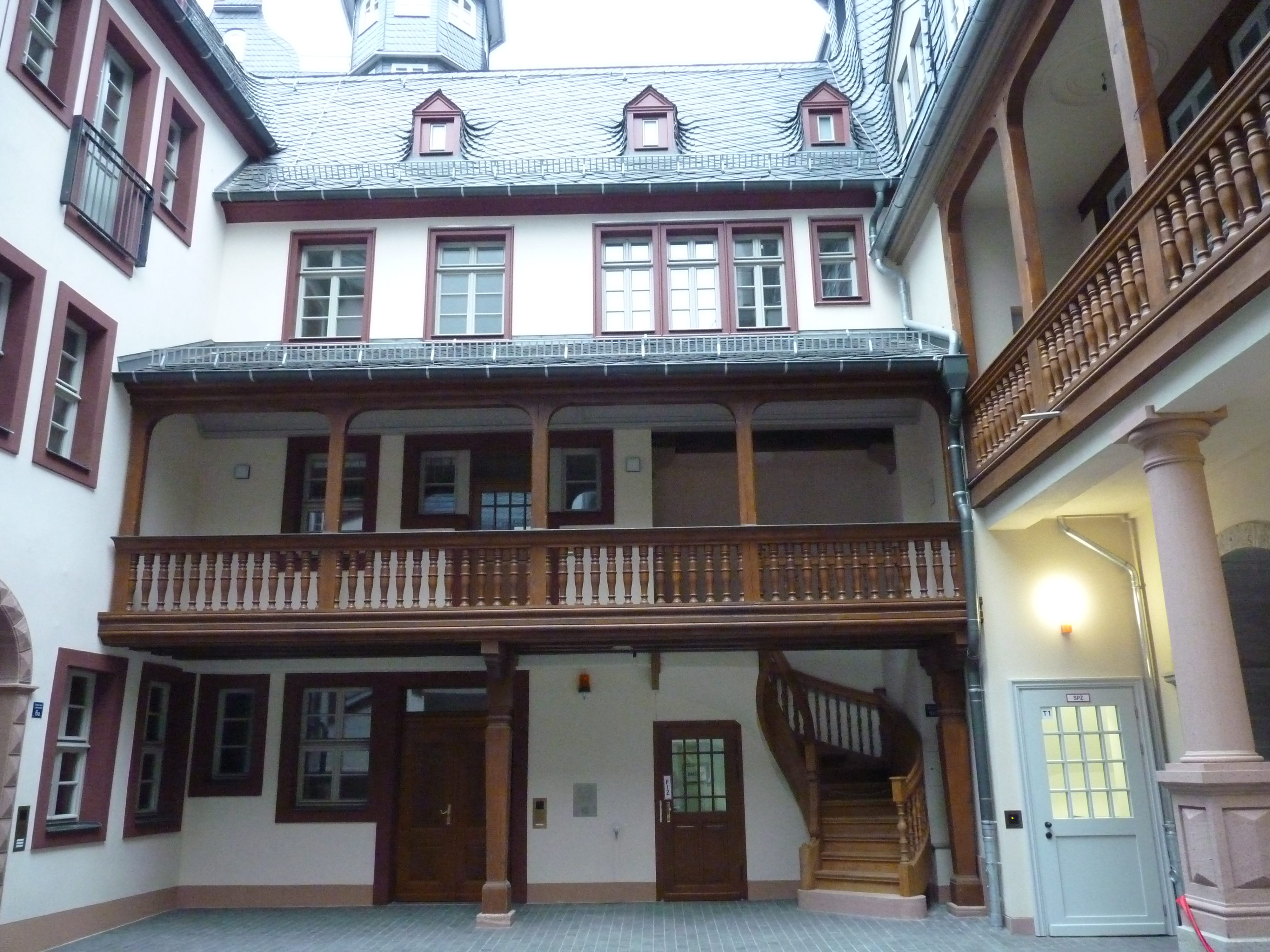
Innenhof des Goldenen Lämmchens

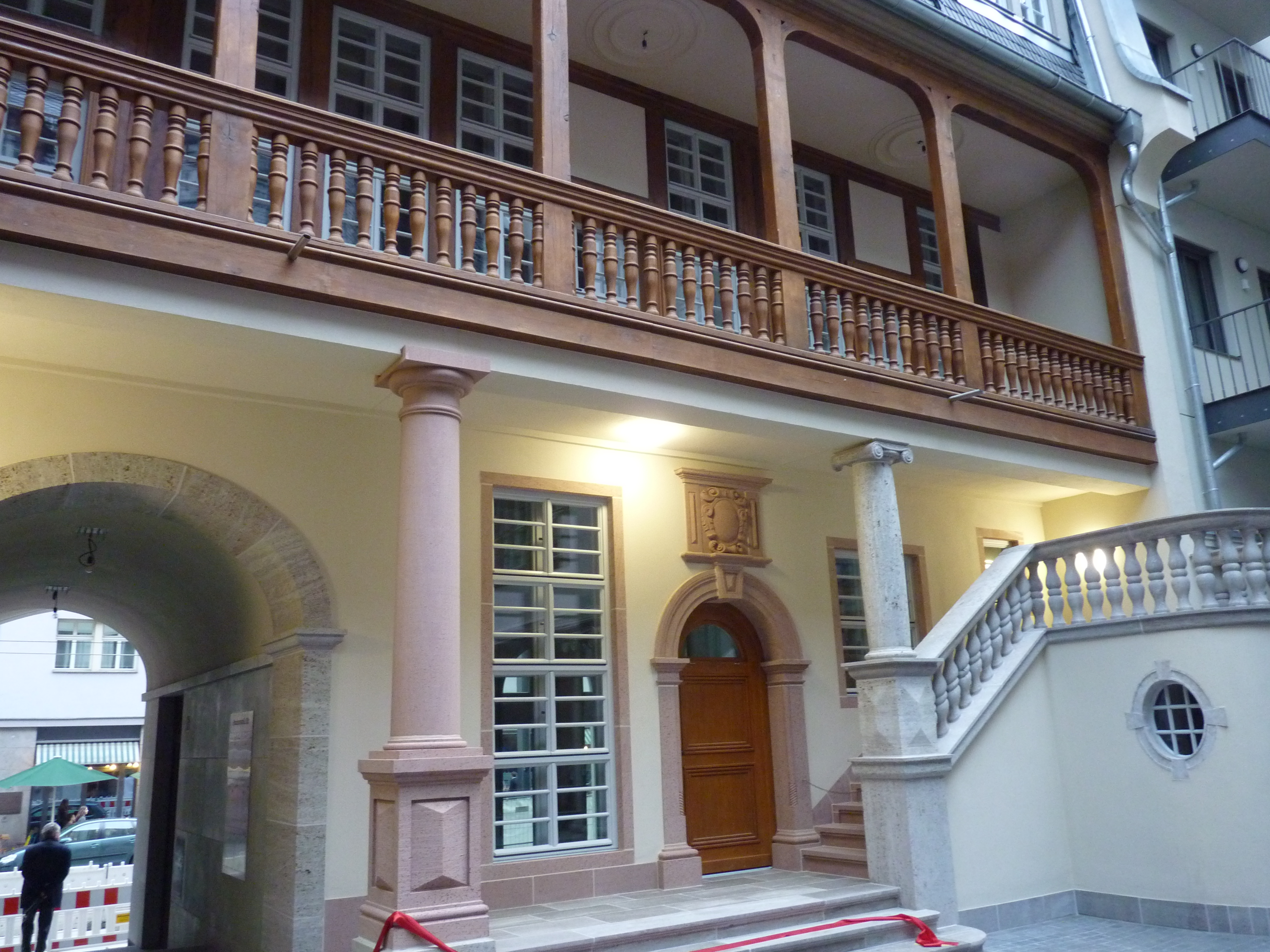
Hofseite des Hauses Braubachstraße 29

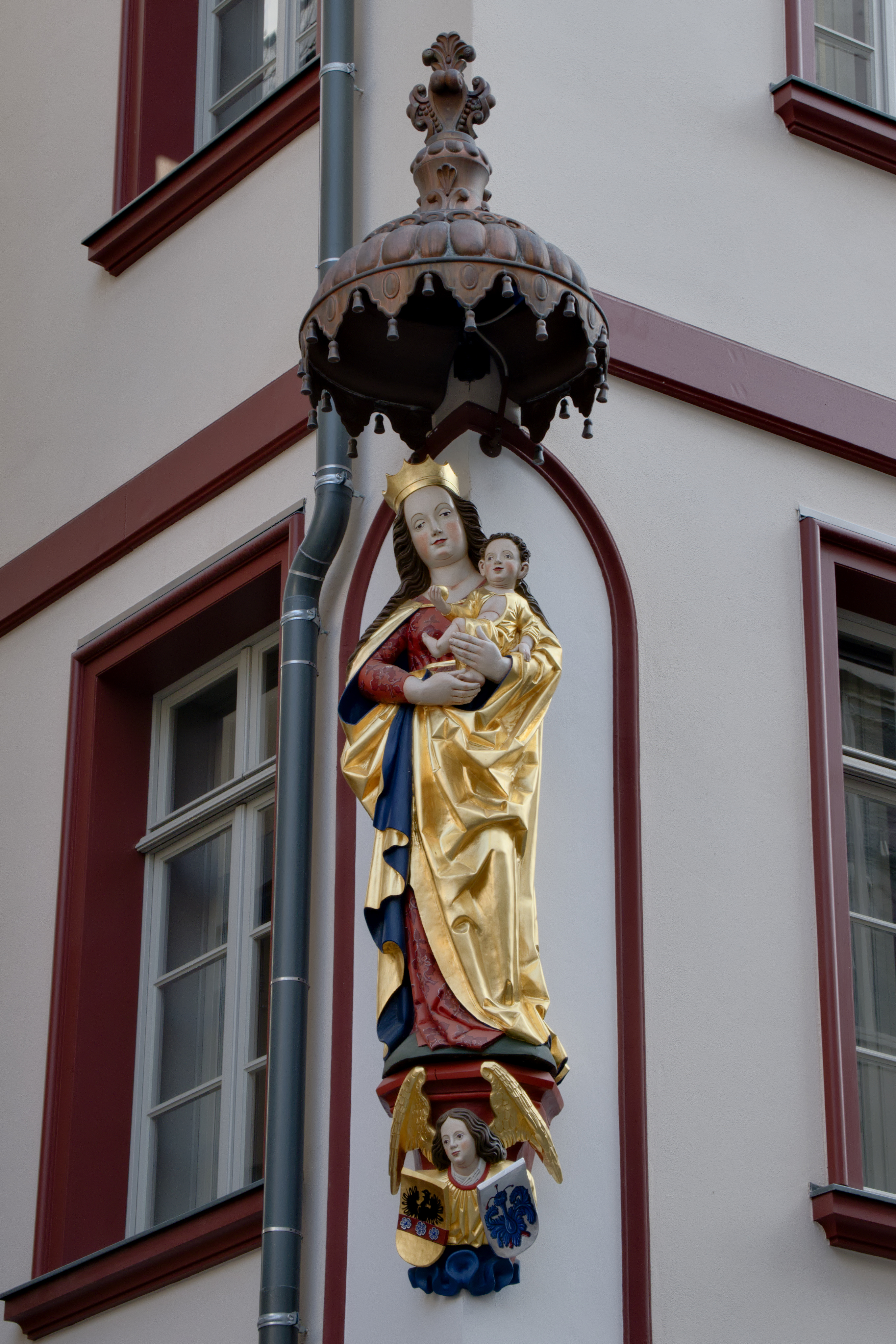
Hausmadonna am rekonstruierten Gebäude

Nach dem 2007 beschlossenen und 2010 weitgehend vollzogenen Abriss des Technischen Rathauses wurden im Rahmen des Dom-Römer-Projektes 15 als historisch bedeutsam erachtete Gebäude auf dem 7000 Quadratmeter großen Areal zwischen Dom und Römer originalgetreu und auf dem historischen Quartiersgrundriss rekonstruiert. Die Rekonstruktionen entsprechen modernen Bauvorschriften und werden deshalb als schöpferische Nachbauten bezeichnet. 20 weitere Neubauten entstanden in angepasst modernen Formen nach einer strengen Gestaltungssatzung.
Zu den Nachbauten gehörte auch das Goldene Lämmchen. Die Häuser Braubachstraße 27 und 29 sollten als moderne Neubauten ausgeführt werden. Einen hierfür ausgelobten Architekturwettbewerb gewann für die Braubachstraße 27 das Büro Eckert Negwer Suselbeek, für Braubachstraße 29 das Architekturbüro Bernd Albers aus Berlin. Dessen Hofseite ist wie beim Vorgängerbau eine weitgehende Kopie der Fassade von 1693.
Das Vorderhaus Hinter dem Lämmchen 6 und die dazugehörigen Bauteile inklusive des Westflügels sind eine von der Stadt Frankfurt am Main finanzierte Rekonstruktion des Zustands der Vorkriegszeit, mit der der Ingenieur und Architekt Claus Giel aus Dieburg beauftragt wurde. Der Abschluss der Bauarbeiten war für 2016 geplant, verzögerte sich jedoch im Laufe des Projektes. Ende 2017 waren die Gebäude äußerlich fertiggestellt. Seit 9. Mai 2018 ist das Areal wieder öffentlich zugänglich, die Eröffnung fand Ende September 2018 im Rahmen eines dreitägigen Volksfestes statt.

## Archivalien und Literatur

### Archivalien

#### Institut für Stadtgeschichte
- Bestand Glauburg Akten, Signatur 12.
- Bestand Hausurkunden, Signatur 1.418 u. 1.422.
- Bestand Holzhausen Urkunden, Signaturen 907 u. 1.057.
- Bestand Stalburg Archiv: Urkunden, Signatur 176.